# Биоскоп „Фонтана”
Биоскоп Фонтана је саграђен 1967. године и налази се у улици Париске комуне 13 на Новом Београду.

## Опште карактеристике
Објекат је урађен по идејном нацрту архитекте Уроша Мартиновића, један од најстаријих у Новом Београду, изграђен је 1967. године и проглашен спомеником културе. Општина Нови Београд је иницирала обнову биоскопа 2010. године са намером да се делатношћу биоскопа Фонтана развије Центар европског и дечијег филма, као образовни сегмент филмских уметности које недостају у Новом Београду и Граду Београду. Партнери у реализацији програма европског и дечијег филма су Центар за филмску уметност „Арт & Попкорн” и Дечији филмски фестивал „Кидс Фест”. Ксенија Булатовић и Весна Цагић Милошевић учествовале су у реконструкцији и обнављању ентеријера Биоскопа Фонтана. Комплетна реконструкција је завршена 2012. године, пре тога, последња пројекција у Фонтани одржана је 1996. године.
Биоскоп првенствено приказује домаћа и европска остварења филма, а посебну пажњу поклања остварењима за децу. У жељи да се изгради нова база гледалаца, на репертоару се приказују филмови које имају прилику да гледају само на фестивалима, а могућ је и увид у европску кинематографију током целе године. Поред редовног биоскопског програма организују се и ретроспективе европске кинематографије, као и фестивали европских филмова. Програм подразумева и квалитетан филмски садржај за децу и омладину.
Реновиран простор биоскопа Фонтана подразумева најновију приказивачку технику, која садржи врхунски дигитални 3Д пројектор, али и класични 35мм филмски пројектор.
Објекат је делимично прилагођен особама са инвалидитетом. Биоскоп је под заштитом Завода за заштиту споменика града Београда, као културно добро од значаја за градску архитектуру.